# الحملات السلجوقية في بحر إيجة
تشير الحملات السلجوقية في بحر إيجة إلى الأعمال البرية والبحرية التي قام بها السلاجقة الأتراك، وبشكل رئيسي تحت قيادة زاخاس ضد الإمبراطورية البيزنطية. قام زاخاس، المعارض الشرس، ببناء أول أسطول تركي واستولى على بعض جزر بحر إيجة، واستكملها بغزو سميرنا وأبيدوس. في أعقاب الحملة الصليبية الأولى، شن ألكسيوس هجومًا مضادًا لاستعادة الأراضي التي خسرها. تمكن ألكسيوس أيضًا من إخماد تهديد أبو القاسم، الحاكم السلجوقي لنيقية، الذي حاول إنشاء أسطول خاص به في أبيدوس عام 1090.
تعافى زاخاس من هزيمته الأولى واستعاد عدة جزر، لكنه هُزم بشكل نهائي في لسبوس من قِبل قسطنطين دالاسينوي ويوحنا دوكاس في 1092. استعاد دوكاس عاصمته سميرنا ومعظم ساحل بحر إيجة في عام 1097، مما أنهى وصول الأتراك المباشر إلى بحر إيجة.
ورث ابن ألكسيوس الأول كومنينوس، يوحنا الثاني كومنين، مساحة كبيرة من الأراضي في غرب آسيا الصغرى، على الرغم من أن مدينة أنطاليا الساحلية كانت تحت الحصار السلجوقي. ومع ذلك، دفعت حملات يوحنا الدؤوبة الأتراك إلى عمق الأناضول، وبحلول عام 1143، فقد السلاجقة الأتراك السيطرة على المناطق الساحلية في آسيا الصغرى. استطاع البيزنطيون بقيادة مانويل كومنينوس حشد حوالي 200 سفينة. لم يكن حتى زوال السلالة الكومنية سيطر الأتراك على ميناء وكان عمر من بنو آيدين في حدود القرن الرابع عشر قد شكل أول تهديد تركي للشحن البحري المسيحي في بحر إيجة منذ القرن الحادي عشر.